# Готическое письмо
О письме готского языка см. готское письмо
Готи́ческое письмо́ — семейство почерков латинского письма эпохи Средневековья. Было распространено в ряде европейских стран с середины XII до XVII века.
С началом книгопечатания появились наборные готические шрифты — знаменитая Библия Гутенберга была набрана вариантом текстуры. В Италии первые печатные книги с готическим шрифтом появились в 1473 году (это были сочинения Хуана де Торквемады и Роберто Караччоло).
Само название (от «варварского» народа готов, в действительности не имевшего прямого отношения к этому шрифту) было предложено в XV веке деятелями итальянского Возрождения, считавшими такие шрифты «варварскими» и противопоставлявшими их древнеримской письменности, что послужило толчком к разработке новых шрифтов, напоминающих древнеримское начертание. Так появилась антиква, которая в романских и восточноевропейских западнохристианских странах на замену готическому письму была принята сразу, однако у германских народов (а также у народов, находившихся под культурным доминированием последних — финнов, эстонцев, латышей и т. д.) по тем же причинам стала применяться фрактура, представлявшая собой дальнейшее развитие готического письма, при этом фрактура чётко противопоставлялась антикве как иная система письменности.  Встречающиеся в немецком тексте отдельные слова из латинского и романских языков долгое время (примерно до второй половины XIX века) набирались в антикве, тогда как слова из германских языков, как и основной текст — в гарнитуре фрактура или швабахер. (Ср. применение азбуки катакана в японском письме). Польские и венгерские имена, названия и неосвоенные заимствования оформлялись ломаным шрифтом со вставкой национальных букв (как правило, по техническим причинам — из антиквы). В дальнейшем отказ от фрактуры был связан отчасти с буржуазными революциями — голландцы отказались от фрактуры во время нидерландской революции, англичане и шотландцы окончательно в ходе английской революции, шведы во время «эры свобод» в середине XVIII века, в Норвегии и Дании фрактура частично применялась до конца XIX века, в Германии господствовала до середины XX века, хотя антиква активно использовалась с конца XIX века.
С XVI века готическое письмо постепенно вытеснялось шрифтами на основе антиквы, близкими к современным; дольше всего (до 1918 и отчасти до 1945) готический шрифт сохранялся в Германии и в Латвии (латышский язык официально был переведён с готического шрифта на антикву в 1926 году, а немецкие издания в Латвии и Эстонии продолжали печататься готическим шрифтом и после этого). Готические шрифты широко употреблялись в Германии до начала XX века, но некоторые из них были запрещены во времена нацистской Германии в 1941 году. Сейчас шрифты на основе готического начертания используются в декоративных целях, а также для некоторых математических обозначений.
Общий вид готических символов определяется использованием в качестве пишущих приборов гусиных перьев, обрезанных по диагонали. Пишущая кромка в большинстве случаев располагается под углом 45° к базовой линии строки.
Буквы расположены очень плотно, и ширина межштриховых промежутков близка к ширине штрихов — это объясняется необходимостью экономии дорогостоящего пергамента (отсюда английское название готического письма: англ. blackletter). Широко используются лигатуры и аббревиатуры.
Основные разновидности готического письма:
1. текстура (нем. Textur, лат. textualis) — острое письмо;
2. фрактура (нем. Fraktur) — острое письмо с ломаными очертаниями;
3. швабахер (нем. Schwabacher) или бастарда[нем.] — ломаное письмо с округлёнными очертаниями некоторых букв;
4. ротунда (итал. rotunda или круглоготическое нем. Rundgotisch) — переходный вид письма от готического к антикве;
5. куррент — готический курсив; с начала XX в. в качестве стандартного готического курсива принят шрифт Зюттерлина.